# Ucieczka-wycieczka
Ucieczka-wycieczka – polski czarno-biały pięcioodcinkowy serial telewizyjny dla dzieci z 1972 roku, wyreżyserowany przez Jadwigę Kędzierzawską, do scenariusza napisanego wspólnie z J. Grabowskim na podstawie książki Stanisławy Fleszarowej-Muskat o tym samym tytule. W niedzielnym Teleranku emitowany był od 2 do 30 czerwca 1974 roku.
Zdjęcia: Czesław Świrta. Muzyka: Krzysztof Knittel, piosenka „Ucieczka-wycieczka” ze słowami Wojciecha Młynarskiego śpiewana przez zespół Bemibek.

## Obsada
- Piotr Sot – Grześ
- Marcin Piechowski – Paweł
- Waldemar Górski – „Słowik”
- Dorota Kędzierzawska – Dorota
- Krystyna Karkowska – babcia
- Stanisław Marian Kamiński – Stefan, portier w szpitalu

## Odcinki
- 1 – „Dobrze mieć babcię”
- 2 – „Czy umiesz doić krowy”
- 3 – „Tyle różnych spraw”
- 4 – „Bez słowika ani rusz”
- 5 – „Do przyszłego roku”

## Zdjęcia
- Bąk (stacja kolejowa), Biała Góra, Wiele, Łowicz, Chojnice